# 543
543 (DXLIII) fue un año común comenzado en martes del calendario juliano, en vigor en aquella fecha.

## Acontecimientos
- Sitio de Nápoles: La guarnición bizantina (1000 hombres) en Nápoles se rinde ante los ostrogodos. Los bizantinos son bien tratados por el rey ostrogodo Totila y se permite la retirada segura de la guarnición, pero las murallas de la ciudad son parcialmente arrasadas.[1]
- El rey sasánida Cosroes I invade nuevamente Siria y avanza al sur a través de Edesa para sitiar la ciudad fortaleza.
- Los heftalitas amenazan el Imperio sasánida desde el este. Extienden su dominio a través del Asia Central (fecha aproximada).
- El rey Pulakesi I funda la dinastía Chalukya en la India. Extiende su reino conquistando Vakataka y la costa oeste de Karnataka dándole acceso a las rutas comerciales del mar Arábigo.
- La doctrina del apocatástasis es condenada por el sínodo de Constantinopla.
- La Peste, proveniente de Egipto, empieza a extenderse por Europa desde el puerto de Marsella.[2]

## Nacimientos
- Brunegilda, reina de Austrasia.
- Columbano, misionero irlandés.
- Jing Di, emperador de la dinastía Liang.
- Wu Di, emperador de la dinastía Zhou del Norte.

## Fallecimientos
- Octa, rey de Kent.